# Pedologia (psychologia rozwoju dziecka)
Pedologia (gr. παιδός país ‘dziecko’, lógos ‘nauka’) – dział psychologii zajmujący się ontogenezą (biologicznym rozwojem) dzieci.
Termin ten obecnie jest rzadko stosowany. Został wprowadzony w 1893 roku przez Oscara Chrismana. Nauka ta rozwijała się głównie w 1. poł. XX wieku. Pionierami w tej dziedzinie byli: Alfred Binet, Édouard Claparède oraz Józefa Joteyko. Ta ostatnia założyła w 1912 roku Międzynarodowy Fakultet Pedologiczny w Brukseli.